# アクダマン (1996年のパチンコ機)
『アクダマン』は、1996年4月にSANKYOが発売した、中央にアクダマンというキャラクターの役物が配置されているパチンコ機のシリーズ名。
『アクダマンSP』の1機種がある。

## 概要
確率変動機能を搭載した3回1セットの権利物タイプ。中央の回転体役物の上部に2桁7セグデジタル、アクダマンの役物の上に1桁デジタルが配置されている。
デジタルと回転体によるV入賞の2段階で大当たりとなるのが本機の特徴である。
スルーチャッカーを通過すると2桁のメインデジタルが回転し、「77」が揃うと役物の羽根が約3.5秒間開く。拾われた玉がアクダマンの足下に最高1個貯留され、同時に1桁デジタル（貯留解除用デジタル）が回転し、13種類の図柄から1つを表示する。その後、出現図柄に応じたタイミングで貯留玉が解除され、その玉がうまく中央回転体のVゾーンに入れば権利獲得となる。
アクダマンSP同様の2桁7セグデジタルを用いた機種として、同社の1994年に発売された『ポールポジション』（1994年5月）がある。
デジタルと回転体を用いた機種として、同社の1992年に発売された『エトワール』（1992年1月）がある。
2段階振り分け抽選のうち最初の関門となるメインデジタル当たり判定の仕組みは、スルーチャッカー通過時に抽選され、他の機種と同様、専用のカウンターを用いた一発判定で当たり・ハズレが決定される。2段階目の貯留解除用デジタルの抽選もメインデジタル同様に専用カウンターによる一発判定で決定される。抽選されるタイミングはアクダマンの足下に貯留された瞬間である。
貯留解除用デジタルは、出現図柄によって解除までの時間が変化するため、V入賞率が高い時のみ狙い打つ攻略法が存在した。V入賞率が高い時とは、「三共音頭」と「ハクション」以外の図柄が表示されたタイミングで、回転体のVゾーンが6時の位置にある時である。ただし、狙い打ちは単発回しとなるので時間効率が格段に落ちる。
貯留アクション決定用デジタルが停止した時、回転体Vゾーンが6時の位置にあれば極めて大当たりしやすいということが言えるだろう。つまり、アクダマンで大当たりを狙い打つには、6時の位置に回転体Vゾーンがある時に貯留アクション決定用デジタルが停止するよう打てば良いということだ。—『パチンコ必勝ガイド 1996年8•4月号』p102

## スペック
- アクダマンSP
  - 賞球数 7&15
  - 大当たり最高継続 16R
  - 大当たり確率 
    - デジタル確率 1/20
    - 回転体役物振り分け 約1/15

## 図柄
- メインデジタル
  - 0
  - 1
  - 2
  - 3
  - 4
  - 5
  - 6
  - 7
  - 8
  - 9
  - A
- 貯留解除用デジタル
  - カウントダウン7
  - カウントダウン3
  - カウントダウン3戻り
  - ハクション
  - のど自慢
  - 爆弾
  - 三共音頭
  - 一本締め
  - 三三七拍子
  - クイズ博士
  - 時限爆弾
  - 馬
  - 神様

## 演出
メインデジタルは見た目は2桁だが、左右とも同一出目が表示される仕組みなので、実質は1桁である。
貯留解除用デジタルの図柄は、貯留時間が最短の図柄が「ハクション」で約4秒、最長の図柄が「のど自慢」の約22秒である。図柄の出現の確率はそれぞれ均等である。
Vゾーンのある回転体は可動時間が1周約9.6秒で、6時の位置にきた地点で約7.5秒停止する。なお、回転体はメインデジタルと貯留解除用デジタルの2つのデジタルと連動して動いているわけではなく、台の状況とは関係なく回転を続ける仕様である。
V入賞を助けるストッパーが存在する。飛び出すタイミングは、役物への入賞から解除し終わる間にVゾーンが9時過ぎか、3時前にある時にだけ出る仕様である。このストッパーからV入賞することはあまりなかった。
大当たり中のラウンド消化時に流れるBGMは「愛のパチパチロック」である。

## コンシューマ移植
- SANKYO FEVER実機シミュレーションS Vol.1（セガサターン用）
  - 『SANKYO FEVER実機シミュレーションS Vol.1』（セガサターン用、ティー・イー・エヌ研究所、1997年4月4日発売、T-32101G、JAN-4997940210018）にアクダマンSPが収録。